# Абу Ханіфа Ад-Дінавері
Абу Ханіфа Ад-Дінавері, Ахмед ібн Дауд (помер близько 895) — арабський філолог та історик, займався також математикою, астрономією та географією. З його праць збереглася лише «Книга довгих відомостей» («Кітаб аль-ахбар ат-тіваль») — мусульманська «всесвітня історія» від Александра Македонського до середини 9 століття.